# لبه تیغ (فیلم ۱۳۷۱)
لبه تیغ فیلمی به کارگردانی جمال شورجه و نویسندگی حمید آخوندی، رسول ملاقلی‌پور و جمال شورجه محصول سال ۱۳۷۱ است.

## خلاصه داستان
اعضای یک گروه قاچاق اشیای عتیقه پس از کشتن یک نگهبان در ویرانه‌های تخت جمشید سنگی قیمتی را می‌ربایند و قصد دارند آن را در حراج لندن به فروش برسانند. صادق و حاج مرتضی مأمور می‌شوند تا ماجرا را پیگیری کنند. آن‌ها با دستگیر کردن نگهبانی، که در سرقت و خارج کردن اشیای عتیقه دست دارد، اعضای گروه را شناسایی می‌کنند. در همین هنگام دختر صادق بستری می‌شود و نیاز به عمل جراحی پیدا می‌کند. صادق قادر نیست هزینهٔ عمل دخترش را بپردازد؛ اما در بیمارستان فردی به نام ساسان روزبه، از مسؤولان گروه قاچاق اشیای عتیقه، صورت حساب را می‌پردازد. صادق به ظاهر با روزبه و همسرش طرح دوستی می‌ریزد و پس از دستگیری روزبه به او کمک می‌کند. صادق به عنوان رابط میان روزبه و هارون، فروشندهٔ اشیای عتیقه در لندن، عمل می‌کند و همسر روزبه را که با هارون در هنگام معامله با دیپلمات‌های خارجی لو رفته‌اند نجات می‌دهد. هارون که به صادق شک برده است اشیای عتیقه را برای خروج از کشور آماده می‌کند و به معاونش دستور می‌دهد که صادق را به قتل برساند. صادق محل اشیای عتیقه را کشف می‌کند و قبل از این که معاون هارون بتواند نقشهٔ خود را عملی کند مأموران به فرماندهی حاج مرتضی سر می‌رسند و پس از دستگیر کردن قاچاق‌ها صادق را نجات می‌دهند.

## بازیگران
- بیژن امکانیان
- اصغر محبی
- رضا بابک
- جمشید اسماعیل‌خانی
- گوهر خیراندیش
- فریبرز سمندرپور
- بهروز مسروری
- علی جلالی
- رضا بنفشه‌خواه
- سعید امیرسلیمانی
- رضا غفوری
- پرویز سپرویزن
- سودابه آقاجانیان
- هما خاکپاش
- توران قادری
- علی صادق‌پور
- علی جاویدفر
- زهرا اویسی
- محسن صادقی
- جعفر پاک‌طینت
- رضا کالجی
- علی نجومی
- بیژن همدرسی
- حبیب چیذری
- محمد محبی
- احمد توکلی
- علی قمی پور
- حسینعلی آشوری
- محمد صالحی
- علی‌اصغر ورزیده
- مهدی جعفری
- احمد فردفردی
- احمد جعفری
- علی احمدی
- محمود ابراهیمی
- مرتضی چاووشی
- اسد محمودی
- حسین اینانلو
- علی جربان
- محسن سوهانی
- رضا چراغچی
- رامین قلی‌پور
- رامین رحیمی‌پور
- محمد احمدی‌خواه
- جعفر اجلالی
- هوشنگ تیموری
- بیژن ظهیرالدین